# Sato Satoshi
Satoshi Sato (sinh ngày 31 tháng 3 năm 1979) là một cầu thủ bóng đá người Nhật Bản.

## Sự nghiệp câu lạc bộ
Satoshi Sato đã từng chơi cho FC Gifu.